# Aranedra
Aranedra – rodzaj błonkówek z rodziny zagładkowatych. Obejmuje dwa opisane gatunki.

## Morfologia
Błonkówki o ciele długości około 4 mm.
Wysokość głowy równa jest jej szerokości. Kompletna bruzda malarna wgłębiona jest mocno na całej długości. Nadustek wyraźnie wystaje poniżej policzków i ma równomiernie zaokrągloną krawędź szczytową. Pionowe żeberko na scrobis jest całkiem zanikłe lub zachowane tylko u postawy i szczytu. Czułki mają trzonek opatrzony bardzo drobną, ściętą brodawką u podstawy, a biczyk zbudowany z ośmiu członów, z których trzy ostatnie tworzą buławkę. Most zapoliczkowy pozbawiony jest pośrodkowego pasma ornamentacji.
Przedplecze ma przednią krawędź bez żeberka lub ze szczątkami żeberka zachowanymi po bokach, a krawędź tylną szeroko zaokrągloną. Wierzch mezosomy jest szagrynowany, czasem z prawie pępkowatym punktowaniem. Notauli są głębokie i szerokie. Skrzydło przednie ma zgrubiałą u szczytu żyłkę submarginalną, bardzo cienką i długą żyłkę marginalną i brązowe przydymienie na dysku.
Pokryty mocnym i bezładnym punktowaniem i żeberkowaniem pozatułów ma powierzchnię grzbietową ustawioną pod kątem 40° względem osi długiej tułowia. Podłużne wgłębienie na pozatułowiu jest co najwyżej bardzo słabo zaznaczone. Stylik jest stosunkowo długi i cienki. Podługowato-jajowaty gaster ma czwarty z tergitów nieco dłuższy od pozostałych. Osłonka pokładełka u szczytu przedłużona jest w drobny szpic.

## Ekologia i występowanie
Larwy tych błonkówek są endofitofagami indukującymi powstawanie galasów na korzeniach filodendronów i difenbachii.
Rodzaj neotropikalny, znany z Kostaryki i Ekwadoru.

## Taksonomia
Takson ten wprowadzony został w 1971 roku przez Barnarda DeWitta Burksa na łamach „Transactions of the American Entomological Society”. Zalicza się do niego dwa opisane gatunki:
- Aranedra arae Burks, 1971
- Aranedra millsi Burks, 1971

Gatunkiem typowym wyznaczono drugi z wymienionych.